# A Boy Named Goo
A Boy Named Goo – piąty album studyjny amerykańskiego zespołu Goo Goo Dolls, wydany w 1995 przez Metal Blade Records. Został nagrany w trzech studiach: Beartracks Studios w Suffern (stan Nowy Jork), Trackmaster Studios w Buffalo i Soundcastle w Los Angeles. Tytuł płyty jest żartem nawiązującym do piosenki Johnny'ego Casha „A Boy Named Sue”. Jest to ostatni album zarejestrowany razem z perkusistą George’em Tutuską (został zastąpiony przez Mike'a Malinina tuż przed wydaniem albumu). Pochodząca z tej płyty ballada „Name” stała się pierwszym ogólnokrajowym przebojem grupy. Album także odniósł komercyjny sukces, uzyskując status podwójnie platynowej płyty. Utwór „Ain't That Unusual” został włączony do ścieżki dźwiękowej filmu Angus, z kolei remiks piosenki „Long Way Down” wykorzystano w filmie Twister.
Osiem utworów z tego albumu znalazło się również na późniejszych kompilacjach zespołu. Na Ego, Opinion, Art & Commerce zawarto piosenki „Naked”, „Ain't That Unusual”, „Burnin' Up”, „Flat Top” oraz „Name”. Z kolei Greatest Hits Volume One: The Singles zawiera nową wersję „Name”. Natomiast Greatest Hits Volume Two: B-sides & Rarities uwzględnia kompozycje „Long Way Down”, „Only One” i „Slave Girl”.
W 2005 zespół Haste the Day nagrał cover piosenki "Long Way Down".

## Lista utworów
1. "Long Way Down" – 3:29
2. "Burnin' Up" – 2:29
3. "Naked" – 3:44
4. "Flat Top" – 4:30
5. "Impersonality" – 2:40
6. "Name" – 4:30
7. "Only One" – 3:18
8. "Somethin' Bad" – 2:31
9. "Ain't That Unusual" – 3:20
10. "So Long" – 2:33
11. "Eyes Wide Open" – 3:57
12. "Disconnected" (oryginalnie The Enemies) – 3:01
13. "Slave Girl" (oryginalnie Lime Spiders) – 2:18

## Personel
- Johnny Rzeznik – gitara, śpiew
- Robby Takac – gitara basowa, śpiew
- George Tutuska – perkusja